# Antoinette van Merode

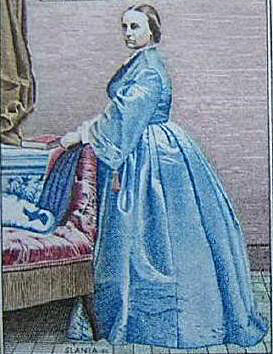
Antoinette van Merode

Antoinette Ghislaine de Mérode-Westerloo (Brussel, 28 september 1828 – Parijs. 10 februari 1864) was vorstin van Monaco. Ze werd geboren als zesde kind en vierde dochter van graaf Werner de Mérode en diens vrouw gravin Victoire de Spangen d'Uyternesse.
Op 28 september 1846 huwde zij met prins Karel van Monaco, de latere vorst Karel III. Uit dit huwelijk werd een zoon geboren: Albert (1848–1922), vorst van Monaco 1889-1922.
Door de bruidsschat die Antoinette meebracht, kon Albert Monte Carlo verfraaien om vermogende buitenlandse toeristen aan te trekken. Zo liet hij in 1858 het Casino des Spélugues bouwen.
Antoinette kocht het kasteel Marchais in de Champagne, dat tot de dag van vandaag in het bezit van de Grimaldi's is.
Antoinette werd bijgezet in de kathedraal van Monaco.